# Papenkreek
El Papenkreek és un curs d'aigua fronterer que desguassa el Meulekreek i el pòlder Papenpolder entre Middelburg i Eede (Sluis), entre les fites número 352 i 354 de la frontera belgo-neerlandesa, pactada el 1843. Desemboca al Lapscheurse Gat al poble de Lapscheure.
El 1583 els geuzen van trencar estratègicament els dics durant la guerra dels Vuitanta Anys per dificultar el pas als mercenaris espanyols. En pocs anys la marea i sobretot les marors ciclòniques va erosionar priels força amples que van tenir un paper important per separar les línies espanyoles i republicanes durant el reste de la guerra i després durant la Guerra de Successió Espanyola (1701-1715).
La pacificació que va portar el govern austríac als Països Baixos austríacs va permetre de crear pòlders nous com el Papenpolder, per als quals era indispensable pactar amb el país veí. A poc a poc el priel es va reduir i avui només és en queda un rierol estret que tot i això continua tenint un paper clau en la xarxa de desguàs. Després la independència de la Bèlgica el 1830, els neerlandesos per mesura de retorsió van bloquejar la resclosa Blauwe Sluis. Això va crear problemes majors fins que es va excavar el Leopoldkanaal que permet un desguàs directe al mar del nord sense passar per territori «enemic».
Per falta de manteniment, la sedimentació i la vegetació van reduir molt la superfície aquàtica. Des de l'inici del segle XXI s'ha començat un projecte de renaturalització al marc del programa Interreg de la Unió Europea. Es cerca un equilibri entre les necessitats de l'agricultura, la natura i el turisme sostenible. Es projecta utilitzar els fangs de dragatge per crear nous terps per a ús recreatiu o residencial.